# Henry Baker
Henry Baker (8 de mayo de 1698-25 de noviembre de 1774) fue un naturalista inglés.
Baker nació en Londres y tras ser aprendiz de un librero desarrolló un sistema para enseñar a sordos y mudos que le hizo rico y atrajo la atención, entre otros, de Daniel Defoe, con cuya hija más joven, Sophia, terminaría casándose en 1729.
Sólo un año antes, bajo el nombre de Henry Stonecastle, se había asociado a Defoe en el Universal Spectator y el Weekly Journal. En 1740 entró a formar parte de la Sociedad de Anticuarios de Londres y de la Royal Society. Contribuyó con varias memorias a las Transactions of the Royal Society, y en 1744 ganó la Medalla Copley por sus observaciones microscópicas de la cristalización de partículas salinas.
Tenía muchos pasatiempos, entre ellos el golf, en el que competía con su socio, John Braithwaite, con el que Baker mantenía algún tipo de relación que ocultaba a su mujer.
Fue uno de los fundadores de la Sociedad de las Artes en 1754 y sirvió durante un tiempo como su secretario. Murió en Londres, dejando entre sus publicaciones The Microscope made Easy (El microscopio hecho fácil, 1743), Employment for the Microscope (Empleos para el microscopio, 1753), y varios volúmenes de versos, originales y traducidos, como The Universe, a Poem intended to restrain the Pride of Man (El universo, un poema para refrenar el orgullo del hombre, 1727). Dio su nombre a la Conferencia Baker de la Royal Society, a la que dotó con 100 libras.